# Saunders-Roe Nautical 4
Le Saunders-Roe Nautical 4 (SR.N4), également connu sous le nom de Mountbatten class, est un aéroglisseur conçu par la British Hovercraft Corporation dans les années 1960. Destiné aux traversées trans-Manche entre l'Angleterre et la France, il a été utilisé commercialement de 1968 à 2000. Capable de transporter des passagers et des véhicules, l'aéroglisseur pouvait accueillir jusqu'à 418 passagers et 60 voitures, ce qui en faisait le plus grand aéroglisseur de l'époque. Le SR.N4 était propulsé par quatre moteurs Rolls-Royce Proteus, atteignant des vitesses de croisière de 65 nœuds (environ 120 km/h).
Initialement introduit avec la version Mk I, le SR.N4 a vu ses capacités augmenter avec les versions suivantes Mk II et Mk III, cette dernière, comprenaient des modifications structurelles et des moteurs plus puissants, permettant d’accroître la capacité de transport ainsi que la stabilité en mer. Le SR.N4 fut principalement exploité par les compagnies Seaspeed et Hoverlloyd, reliant les ports de Douvres et Ramsgate (Royaume-Uni) à Calais ou Boulogne-sur-Mer (France).
La traversée en SR.N4 durait environ 35 minutes, ce qui était nettement plus rapide que les ferries traditionnels, renforçant sa popularité auprès des voyageurs cherchant une alternative rapide. Cependant, dans les années 1990, l’émergence du tunnel sous la Manche a réduit la demande pour les services d'aéroglisseur, conduisant à leur retrait progressif en 2000. 

## Développement
Dans les années 1950, les aéroglisseurs proposées pour traverser la Manche étaient exclusivement destinés au transport de passagers. Le chantier naval Saunders-Roe a commencé à développer un aéroglisseur plus grand, capable de transporter à la fois des passagers et des voitures. Le SR.N4 Mk I devait non seulement offrir une capacité supérieure, mais aussi être opérationnel de manière fiable par mauvais temps, ce qui n'était pas le cas des modèles plus petits de Saunders-Roe.

### Prototype
Quand le prototype du  SR.N4 fut achevé ,la British Rail Hovercraft, fut chargé de mettre en place la première ligne régulière. Pour gérer le service, une filiale nommée Seaspeed a été créée par British Rail Hovercraft.En octobre 1966, ils examinèrent plusieurs sites potentiels sur les côtes britanniques et françaises à l'aide d'un SR.N6 pour évaluer leur adéquation au service d'aéroglisseurs. Parmi les emplacements considérés, Douvres ou Folkestone du côté britannique et Calais ou Boulogne du côté français se distinguèrent comme les plus prometteurs.Le premier SR.N4, numéroté 001, a été officiellement dévoilé à la presse en octobre 1967, avec son trajet inaugural réalisé le 4 octobre de la même année.

## Exploitation commerciale
A la fin des années 1960, deux opérateurs concurrents se partagent l'exploitation transmanche des SR.N4 Seaspeed, qui a exploité des lignes entre Douvres et Boulogne, et Hoverlloyd  qui assure la liaison entre Calais et Ramsgate. Les deux entreprises se sont disputé le marché, tout en faisant face à la concurrence des opérateurs de ferries traditionnels. 
Cependant, à la fin des années 1970, les conséquences du choc pétrolier ont entraîné des difficultés financières pour les deux sociétés. En 1981, elles ont fusionné pour former Hoverspeed.

### Seaspeed
Construit en 1967, le prototype SR.N4 (Mk I) a réalisé son premier essai, atteignant des vitesses de pointe avoisinant les 60 nœuds. Pour l'entreprise Seaspeed, Douvres et Boulogne furent rapidement identifiés comme les choix idéaux pour la route inaugurale, notamment grâce à l'engagement de la Chambre de commerce locale de Boulogne, qui accepta de construire un terminal portuaire adapté pour faciliter ces opérations. En raison de l'absence de financement pour des essais passagers avant le lancement du service, la première saison d'exploitation servit également de prolongation des tests.

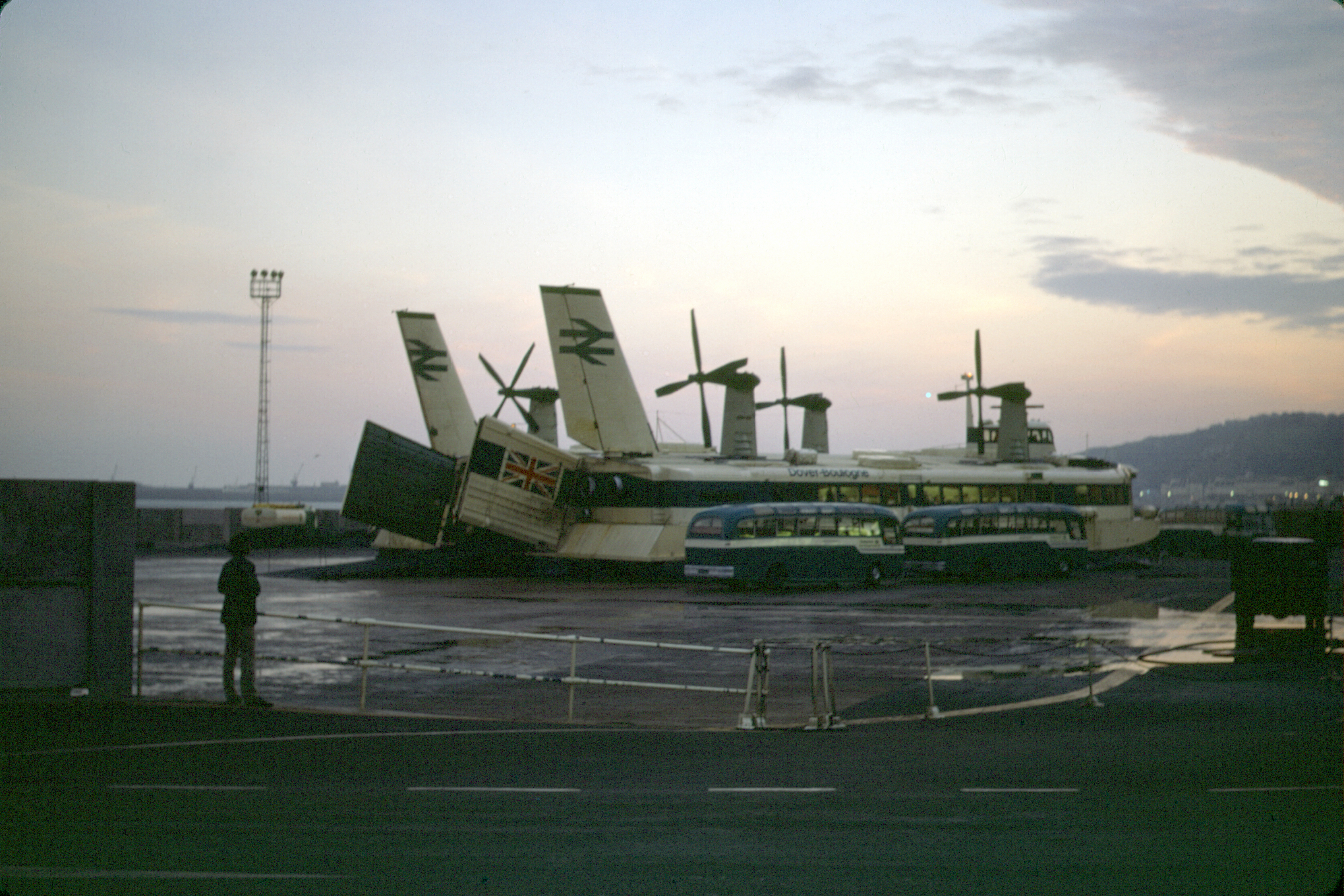
SR.N4 (Mk I) Seaspeed en 1970

L'inauguration du SR.N4 eut lieu en août 1968 lorsque le premier exemplaire, baptisé Princess Margaret, quitta Douvres pour effectuer la traversée jusqu'à Boulogne. À son bord se trouvaient la princesse Margaret elle-même, accompagnée des ministres britanniques de la Technologie et des Transports. Après un voyage sans incident d'environ 30 minutes, ils furent accueillis en France par Jean de Lipkowski, secrétaire d'État aux Affaires étrangères, et Sir Patrick Reilly, ambassadeur du Royaume-Uni en France. Le SR.N4 entra en service commercial dès le lendemain. Le trajet entre Douvres et Boulogne durait environ 35 minutes, comparé aux 1h30 nécessaires en ferry. En haute saison, jusqu'à six traversées quotidiennes étaient assurées.À l'issue des tests, le prototype fut officiellement baptisé Princess Margaret et mis en service sur la liaison régulière entre Douvres et Boulogne. Dans sa configuration d'origine Princess Margaret  pouvait transporter 250 passagers et 30 voitures.
En raison de la nouveauté de l'appareil, des avaries mineures interrompent temporairement le service à plusieurs reprises. Cette année, là Hoverloyd n'exploite qu'un seul SR.N4, mais un autre est commandé pour améliorer la régularité du service. Le second aéroglisseur SR.N4 produit pour Seaspeed, le quatrième sortie des usines de  British Hovercraft Corporation,nommé The Princess Anne, a été construit en 1969 et mis en service en 1970 pour assurer des traversées de la Manche entre Douvres et Boulogne. Sa cérémonie de baptême, qui s'est déroulée à Douvres, a été présidée par la Princesse Anne, dont il porte le nom.

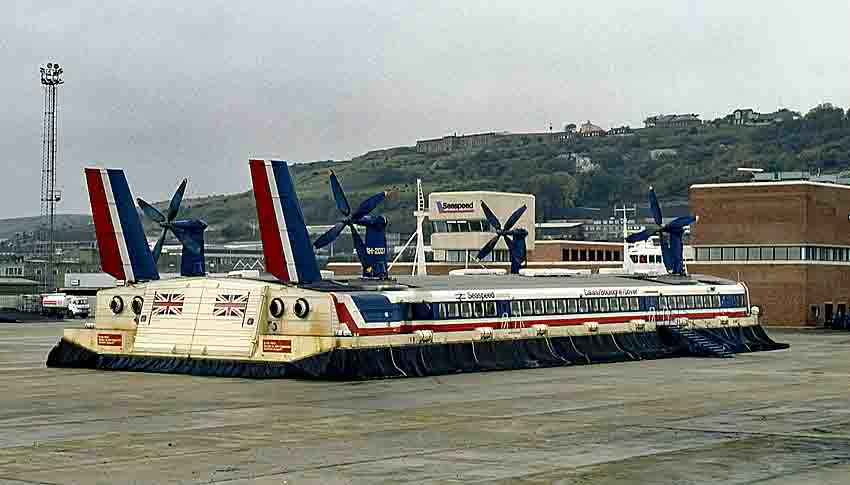
SR.N4 Princess Anne (Mk III) en 1980 dans sa livrée Seaspeed.

En 1976, Seaspeed a entrepris une transformation majeure de ses aéroglisseurs SR.N4, dépassant les modifications opérées par Hoverlloyd et ses Mk.II. Ces transformations comprenaient l'ajout d'une nouvelle section centrale qui allongeait les aéroglisseurs de 16 mètres, portant la dénomination de Mk.III. Parallèlement, la puissance des quatre moteurs a été augmentée de 400 chevaux chacun, et Rolls-Royce a conçu de nouvelles hélices de plus grand diamètre. Grâce à cet agrandissement de 16,7 mètres, la capacité de transport des passagers et des véhicules a presque doublé. Cette nouvelle variante, développée en 1977, a été introduite, avec le GH-2007 The Princess Anne en 1978 et un an plus tard avec le GH-2006 The Princess Magrets . Chaque conversion du SR.N4 de la version Mk I à la version Mk III a coûté environ 5 millions de livres sterling. Ces améliorations ont non seulement accru la capacité, mais aussi permis aux aéroglisseurs de naviguer par des vents atteignant 58 mph, rendant les traversées plus robustes face aux conditions météorologiques difficiles.

### Hoverlloyd
En 1969 c'est l'entreprise Hoverlloyd qui se lance à son tour en proposant une nouvelle ligne. En juin 1965, Hoverlloyd a donné un nouvel élan à l'industrie des aéroglisseurs en commandant deux SR.N4, alors en cours de développement. Cette commande a été un tournant majeur pour le secteur, qui peinait à attirer des investissements. Le fabricant britannique Vickers, tentaient de susciter l'intérêt pour cette nouvelle technologie, avec peu de succès. Construit en 1968 le Swift, second aéroglisseur de type SR.N4 Mk.I , disposait d'une capacité de 254 passagers et de 30 véhicules. Il a été officiellement mis en service le 2 avril 1969, opérant sur la liaison entre Ramsgate et Calais. La même année le Sure est également mis en service actif. 

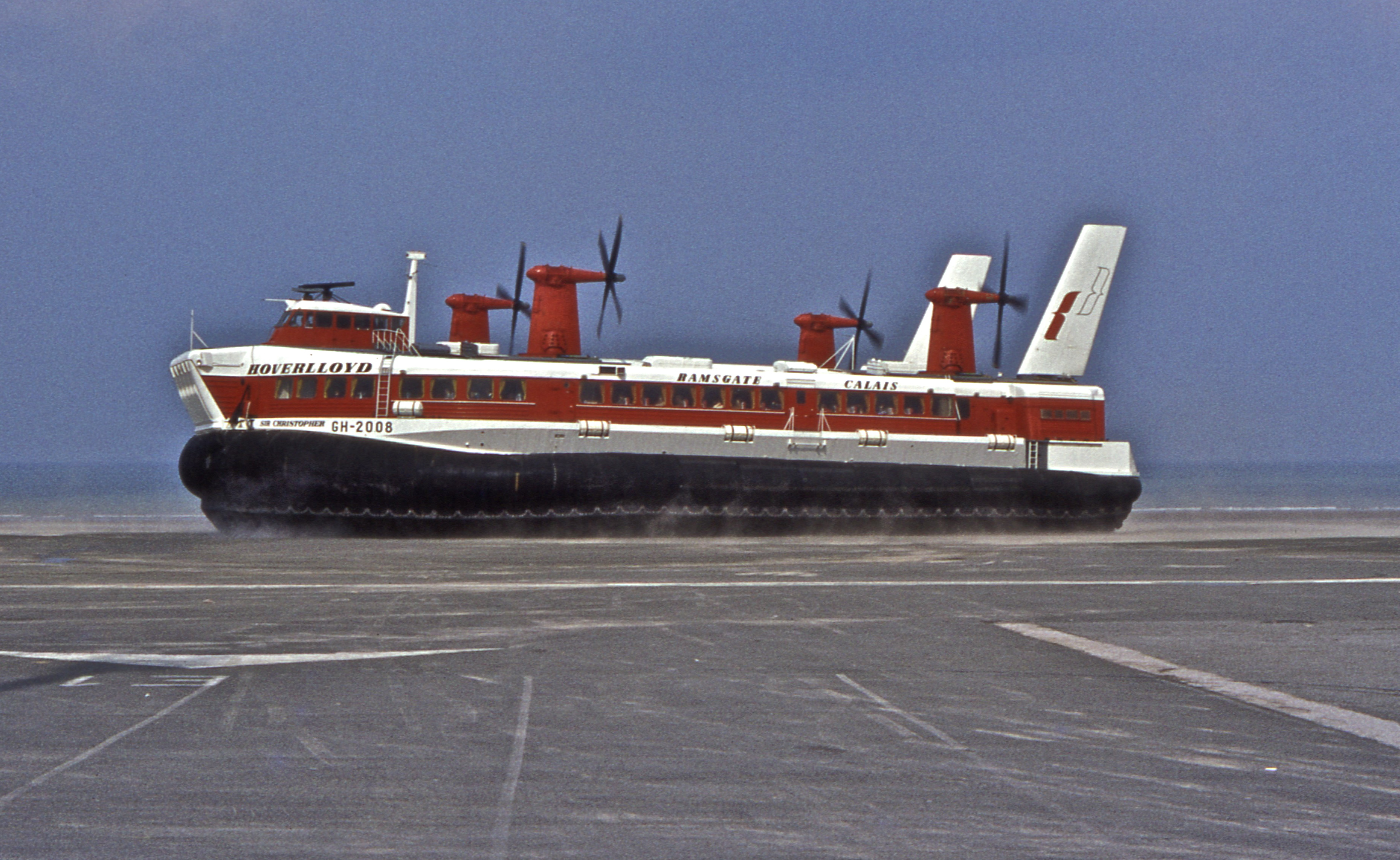
L'aéroglisseur SR.N4 Sir Christopher (MK II) en 1979 aux couleurs d'Hoverlloyd

En septembre 1972, Hoverlloyd a entrepris de renvoyer ses deux aéroglisseurs Mk.I à la British Hovercraft Corporation, située à East Cowes, pour les convertir au standard Mk.II. Les cabines intérieures situées au niveau du pont destiné aux véhicules ont été retirées, ce qui a permis d'ajouter 7 places supplémentaires pour les voitures. Parallèlement, les cabines passagers ont été agrandies vers l'extérieur afin de compenser l'espace perdu et d'ajouter 28 sièges supplémentaires. L'augmentation du poids résultant de ces modifications n'a eu qu'un impact marginal sur les performances globales. De plus, une jupe fuselée a été installée rétrospectivement sur tous les aéroglisseurs SR.N4, améliorant leur performance, notamment par mauvais temps, tout en offrant une meilleure visibilité aux passagers. Le Sir Christopher  et le The Prince of Wales ont par la suite été construit directement en version Mk.II.

### Hoverspeed

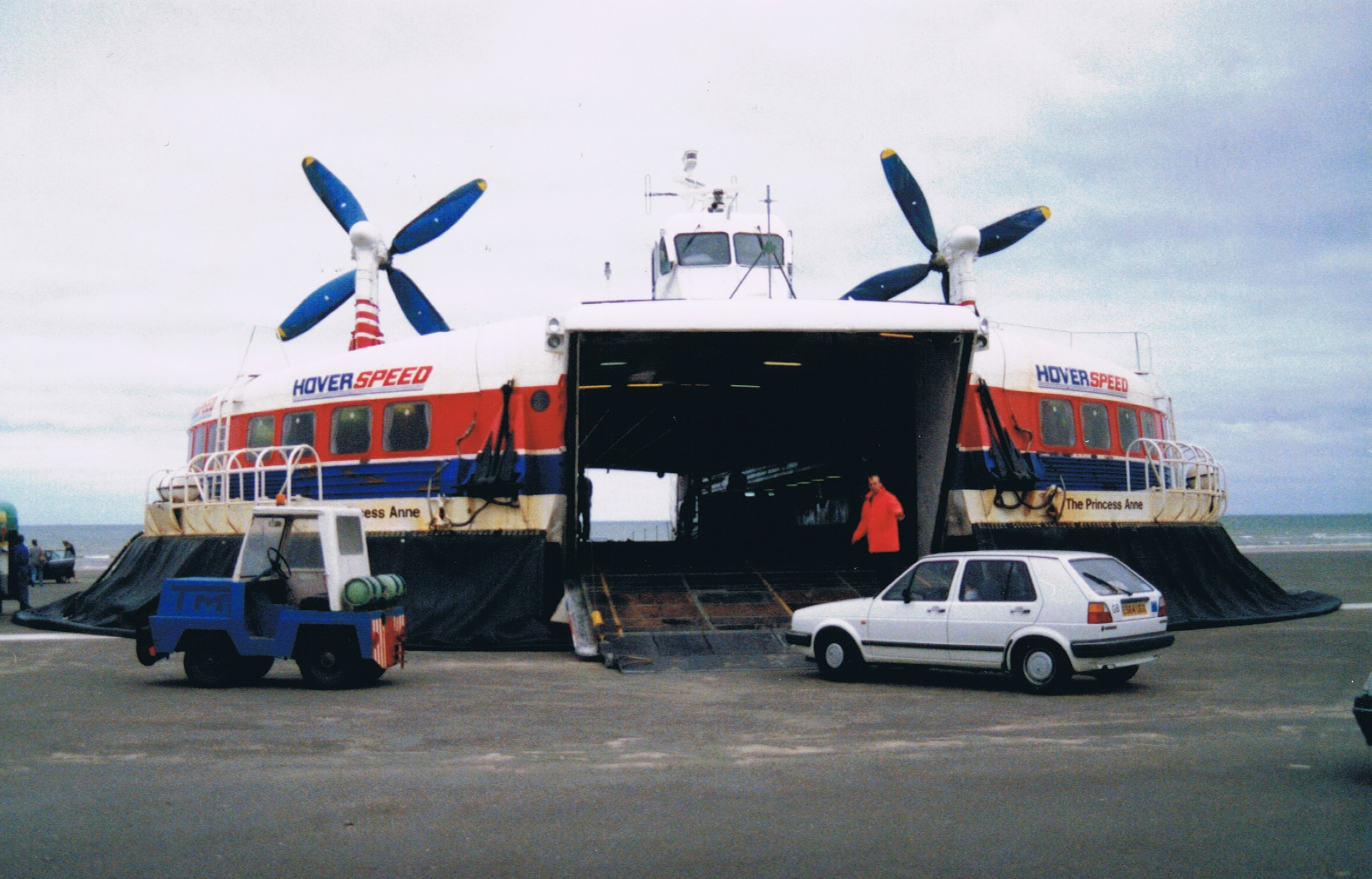
L'aéroglisseur SR.N4 The Princess Anne (Mk III) chargeant des véhicules.

En 1981, les deux principaux opérateurs d'aéroglisseurs commerciaux, Hoverlloyd et Seaspeed, ont fusionné pour former Hoverspeed, qui exploitait alors six SR.N4. À la suite de cette fusion, la liaison moins rentable entre Ramsgate et Calais a été abandonnée, tandis que les lignes reliant Douvres à Calais et Boulogne ont été renforcées. En 1983, Hoverspeed a pris la décision de retirer l'un de ses SR.N4 de la flotte, jugeant que l'exploitation de six appareils n'était pas économiquement viable. L'année 1986 a marqué un record pour Hoverspeed, avec plus de 3 millions de passagers transportés entre l'Angleterre et la France. En 1991, les trois derniers SR.N4 Mk.II ont été mis hors service et remplacés par des catamarans sur la ligne Douvres-Boulogne.
Malgré une bonne rentabilité économique, les deux derniers SR.N4 Mk.III en activités sont décommissionnés en octobre 2000. Leur mise hors service a été principalement motivée par plusieurs facteurs économiques et techniques. La concurrence du tunnel sous la Manche et la fin du régime des ventes hors taxes en 1999 ont rendu l'exploitation des aéroglisseurs non rentable. Les ventes hors taxes à bord représentaient une part importante des revenus, souvent supérieures aux recettes des billets. De plus, la hausse des prix du pétrole dans les années 1970 a favorisé le développement d'alternatives plus économiques, comme les hydroptères, les catamarans et les ferrys classiques. La cessation de la production des hélices par Rolls-Royce et la pénurie croissante de pièces de rechange ont également joué un rôle crucial dans la décision d'arrêter le service.
Pour la compagnie maritime Hoverspeed, le retrait des hovercrafts a été un coup fatal, incapable de se diversifier, l'entreprise a dû déclarer faillite en 2005.
| Numéro              | GH-2006                                                                | GH-2004                                       | GH-2005                                       | GH-2007                                     | GH-2008                                       | GH-2054                                       |
| Nom                 | Prototype (1967) Princess Margaret (1968) The Princess Margaret (1970) | Swift                                         | Sure                                          | The Princess Anne                           | Sir Christopher                               | The Prince of Wales                           |
| Date de lancement   | 1968 (Mk I)                                                            | 1969 (Mk I)                                   | 1969 (Mk I)                                   | 1970 (Mk I)                                 | 1972 (Mk II)                                  | 1977 (Mk II)                                  |
| Compagnie           | SeaSpeed (1968-1981) Hoverspeed (1981-2000)                            | Hoverlloyd (1969-1981) Hoverspeed (1981-1991) | Hoverlloyd (1969-1981) Hoverspeed (1981-1983) | SeaSpeed (1970-1981) Hoverspeed (1981-2000) | Hoverlloyd (1972-1981) Hoverspeed (1981-1991) | Hoverlloyd (1977-1981) Hoverspeed (1981-1991) |
| Conversion          | Mk I à Mk III (1979)                                                   | Mk I à Mk II (1973)                           | Mk I à Mk II (1972)                           | Mk I à Mk III (1978)                        | /                                             | /                                             |
| Date de destruction | 2018                                                                   | 2004                                          | 1983                                          | /                                           | 1998                                          | 1993                                          |

### Records
Le Swift a atteint des vitesses allant jusqu'à 100 nœuds lors de ses essais en 1968, bien que sa vitesse opérationnelle maximale ait été limitée à 70 nœuds. Il a établi un record pour la traversée de la Manche, réalisant le trajet en 24 minutes, un record qui a tenu pendant plusieurs années. Cependant, le 14 septembre 1995, ce record a été battu par le Mk III The Princess Anne, qui a accompli la traversée en seulement 22 minutes,. Cet exploit a permis à The Princess Anne de détenir le record de la traversée la plus rapide de la Manche.
Un record non officiel existe pour le SR.N4, qui, une fois déchargé, pouvait atteindre des vitesses encore plus élevées. Le temps non officiel le plus rapide pour une traversée de la Manche aurait été de 15 minutes et 23 secondes. Cependant, en raison des restrictions imposées, les SR.N4 n'étaient pas autorisés aller si vite sur la Manche, ce qui explique pourquoi ce record n'a jamais été officiellement reconnu,.

### Accidents
Le 15 septembre 1978, l'aéroglisseur The Princess Anne a été gravement endommagé lors d'une traversée de la Manche au milieu d'une tempête violente. Il a rencontré des conditions de mer très difficiles qui ont endommagé la jupe et provoquant une forte inclinaison sur tribord. Le capitaine, face à l'impossibilité de rejoindre Douvres, a décidé de retourner en France. La traversée de retour s'est effectuée à faible vitesse, mais l'aéroglisseur a réussi à atteindre la côte sans pertes humaines.
Le 30 mars 1985, l’aéroglisseur The Princess Margaret a percuté la digue du port de Douvres lors de son entrée dans le port, en raison de conditions météorologiques défavorables. Une brèche de 15 mètres s’est ouverte sur son côté tribord, provoquant la chute de plusieurs personnes dans la mer, .La coque de l'aéroglisseur a été percée, provoquant une fuite de carburant et des émanations de fumée qui ont affecté certains blessés. Quatre personnes ont perdu la vie lors de l'accident.

### Conservation
En 1983, l'aéroglisseur Sure, l'un des quatre SR.N4 (Mk II) d'Hoverlloyd, a été mis à la casse. En 1991, les trois autres aéroglisseurs (Mk II), y compris le Prince of Wales, ont été retirés du service. En avril 1993, l'aéroglisseur Prince of Wales a pris feu au hoverport de Douvres et a été totalement détruit. Il a ensuite été démantelé et évacué du site. En 1994, le Swift a été donné au Hovercraft Museum, avant d’être finalement démantelé en raison de la détérioration de la structure. Le Sir Christopher, quant à lui, a été laissé à l'abandon à Douvres jusqu'à sa démolition en 1998.
Parmi les six aéroglisseurs SR.N4 Mountbatten, un seul subsiste. Une pétition a été initiée pour en préserver un, ce qui a abouti à  la conservation du Princess Anne, restaurée dans sa livrée d'origine Seaspeed pour l'occasion. Il est désormais exposé au Hovercraft Museum situé à Lee-on-the-Solent, dans le Hampshire, en Angleterre,.

## Hoverports

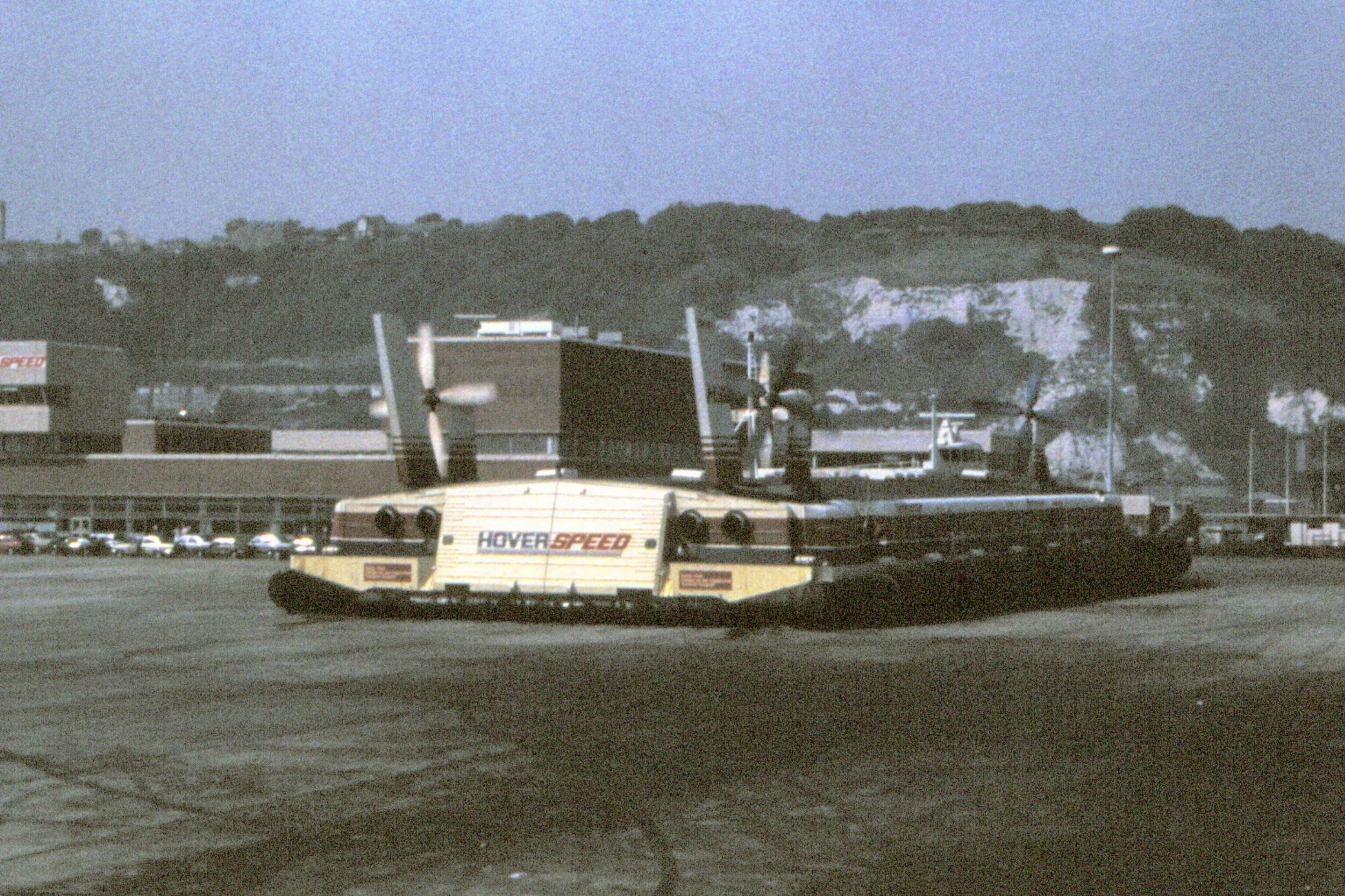
SR.N4 Mk.III, hoverport de Dover en 1985

Pour accueillir les SR.N4, des infrastructures portuaires spécifiques ont dû être construites. Les hoverports sont des terminaux destinés aux aéroglisseurs, semblables à un aéroport, combinant des fonctions de port maritime et des infrastructures plus élaborées que de simples comptoirs de billetterie comme dans les terminaux de ferries traditionnels. Inspiré de l'architecture aéroportuaire, il comprend des services tels que des boutiques, des bars et des restaurants hors taxes.
Seaspeed a ouvert son terminal à Douvres en 1968, près du terminal des ferries, avec une inauguration par la princesse Margaret. Les services ont débuté vers Boulogne-Le Portel, suivi de Calais en 1970. L'augmentation du trafic et l'introduction de nouveaux aéroglisseurs ont conduit à la construction d'un nouveau terminal dans les docks de l'Ouest en 1978. Après la fusion avec Hoverlloyd en 1981, ce terminal a continué à fonctionner jusqu'à la cessation des opérations d’aéroglisseurs. De son côté, Hoverlloyd a inauguré son hoverport à Pegwell Bay, près de Ramsgate, en avril 1969, devenant ainsi sa base exclusive. La construction a été compliquée par l'importance écologique de la zone. Après la fusion, ce terminal a fermé aux passagers en septembre 1982. 
En France, Boulogne a été la première destination des services Seaspeed, avec un terminal ouvert en 1968, mais les opérations y ont cessé en 1993. Le terminal de Calais, ouvert la même année, a pris le relais en tant que principal point d’arrivée des aéroglisseurs jusqu'à la fermeture des services en 2000.

## Spécification

### Propulsion

Principe de fonctionnement

SR.N4, était propulsé par quatre moteurs à turbine Rolls-Royce Proteus, initialement conçus pour l'aviation. Ces moteurs, modifiés pour l'aéroglisseur, alimentaient à la fois les ventilateurs générant le coussin d'air et les hélices de propulsion. Chaque moteur développait 3400 chevaux , entraînant des hélices orientables et réversibles d'un diamètre de 5,8 mètres fabriquées par Hawker Siddeley Dynamics, les plus grandes au monde à l'époque. Ces hélices étaient montées sur quatre pylônes, situés aux coins de l'appareil et contrôlent la direction et permettent le déplacement vers l'avant. Sous les hélices des ventilateur de levage de type centrifuges de 3,5 m de diamètre. Un réducteur comportant une entrée pour l'arbre de transmission du moteur et deux sorties verticales vers le haut pour l'hélice et vers le bas pour le ventilateur, permet la synchronisation de l'ensemble. Deux grandes dérives, servant de gouvernails aérodynamiques, permettaient de stabiliser et de diriger l'aéroglisseur en vol, en complément des commandes de direction actionnées par les moteurs et les hélices. Placées à l'arrière de l'appareil, ces gouvernails aérodynamiques jouaient le rôle de maintien de la trajectoire à haute vitesse.
Les quatre moteurs étant tous situés à l'arrière de l'aéroglisseur, les hélices avant nécessitaient de longs arbres de transmission pour transmettre la puissance depuis les turbines. Ces arbres de transmission, disposés au-dessus des cabines passagers, étaient dissimulés afin de ne pas compromettre l'espace ou le confort des voyageurs. Le couple horizontal des moteurs était aussi convertit en une poussée verticale pour maintenir le véhicule en sustentation. De puissants ventilateurs dirigeaient de l'air sous la coque, tandis qu'une jupe en caoutchouc entourant l'appareil permettait de canaliser cet air, générant ainsi une surpression. Ce système créait un coussin d'air sous l'aéroglisseur, assurant son élévation. En cas de panne le SR.N4 peut flotter sur l'eau comme un navire. Le carburant était stocké dans des réservoirs flexibles situés aux quatre coins de l'aéroglisseur. Ces réservoirs permettaient d'ajuster l'équilibre du navire en transférant le carburant entre les réservoirs avant et arrière, garantissant ainsi une meilleure stabilité selon la charge transportée et les conditions météorologiques. En termes de consommation, le SR.N4 utilisait une tonne de carburant aviation par heure pour chaque moteur.

### Aménagement

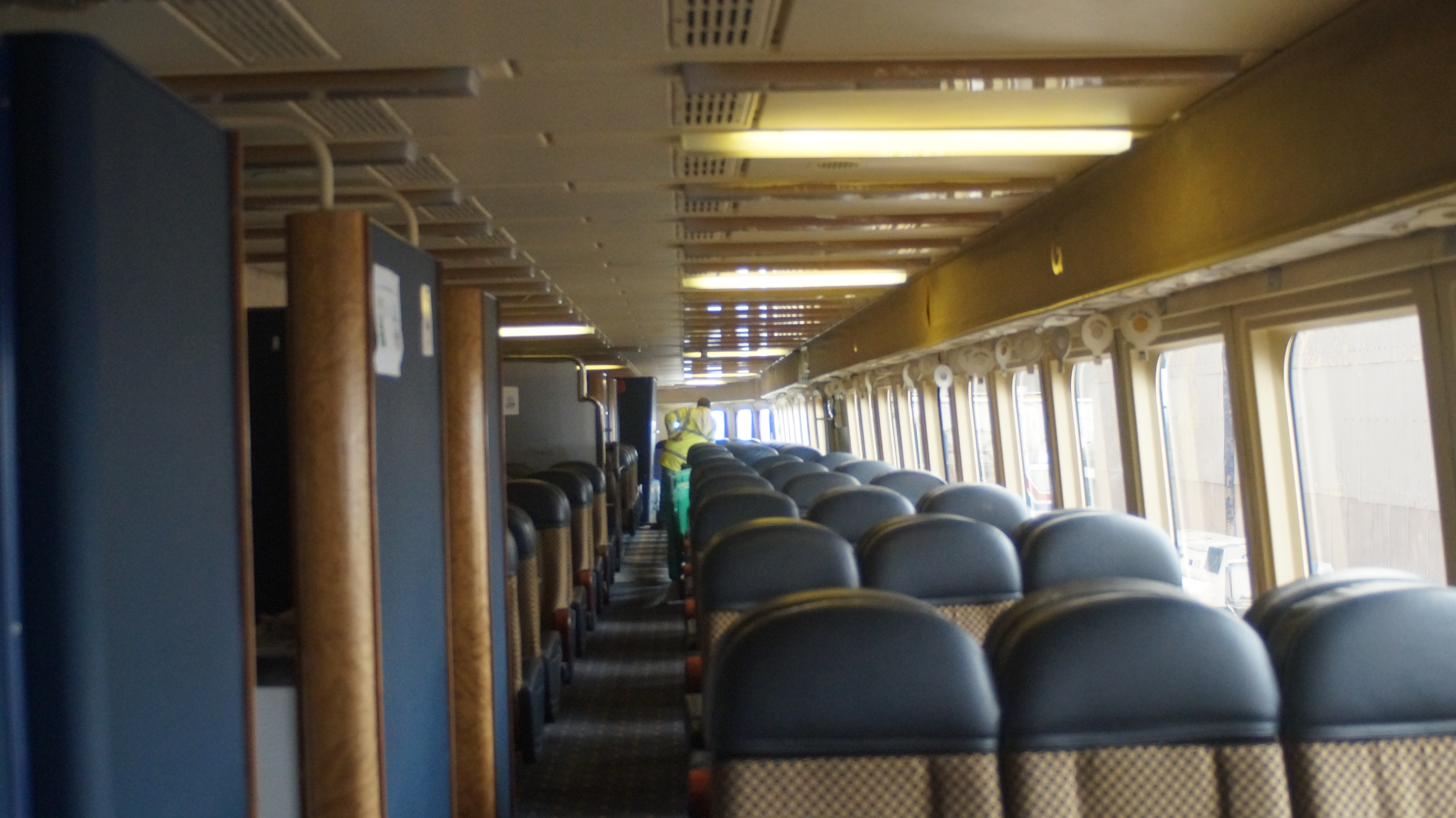
Cabine passagers du SR.N4 (Mk III) The Princess Anne

Le pont destiné aux véhicules occupe la zone centrale principale, équipé de grandes portes à l'arrière et d'une rampe d'étrave facilitant l'embarquement et le débarquement des voitures. Les cabines passagers sont disposées de chaque côté, avec des portes latérales indépendantes pour leur accès. La cabine de pilotage est située au centre, à l'avant de la superstructure, et est accessible par une échelle depuis le pont des véhicules, l'équipage technique est composé de trois officiers, le capitaine, un officier de navigation et un officier ingénieur de vol,. Installé au-dessus de la cabine, le radar Decca 629 était destiné à la surveillance de la navigation. L officier de navigation est chargé de surveiller en continu la trajectoire de l'aéroglisseur pour éviter toute collision, particulièrement dans le détroit de la Manche, l'une des voies maritimes les plus fréquentées au monde. Bien que les commandes de vol du SR.N4 ressemblassent à celles d'un avion, avec des pédales de gouvernail, un manche à balai, des volants, des leviers distincts pour les hélices et des contrôles de régime moteur, leur utilisation différait sensiblement. Le reste de l'équipage s'occupent du service aux passagers ou de l'organisation de la soute à véhicules.

#### Spécificités du SR.N4 Mk II
La variante SR.N4 Mk.II de l'aéroglisseur a permis d'augmenter la capacité à 278 passagers et 36 voitures sans modifier la structure de base du modèle initial. Cette augmentation a été rendue possible grâce à la rénovations des cabines passagers. Les cabines intérieures ont été retirées pour agrandir le pont destiné aux voitures, tandis que les cabines principales ont été étendues vers l'extérieur, offrant ainsi davantage d'espace pour transporter un plus grand nombre de passagers.

#### Spécificités du SR.N4 Mk III
Grâce à des travaux d'agrandissement, la structure du navire a été allongée de 16,7 mètres pour augmenter la capacité du navire à 418 passagers et 60 voitures. Le SR.N4 était propulsé par quatre turbopropulseurs, dont la puissance a été portée à 3 800 chevaux dans la version finale Mk.III. Chaque moteur était couplé à un nouvel ensemble d'hélices orientables de marque Dowty Rotol, mesurant 6,4 mètres de diamètre. Installées en deux paires sur des pylônes situés sur la partie supérieure de l'appareil, ces hélices étaient les plus grandes du monde à l'époque.La cabine passagers a fait l'objet d'une refonte complète, incluant une révision de l'aménagement intérieur et des sièges, ainsi qu'une amélioration significative de l'insonorisation. L'allongement de la structure et l'ajout d'un système de jupe avancé permettent non seulement de meilleures performances en conditions météorologiques défavorables, mais aussi un confort accru pour les passagers.
Comparé à la version SR.N4 Mk I, le modèle Mk III offre une capacité de transport supérieure de 70 %, tout en n'entraînant qu'une augmentation modérée de 15 % des coûts d'exploitation.

### Fiche technique
|              | SR.N4 Mk I | SR.N4 Mk II | SR.N4 Mk III |
| ------------ | ---------- | ----------- | ------------ |
| Longueur     | 39,68 m    | 39,68 m     | 56,38 m      |
| Largeur      | 23,77 m    | 23,77 m     | 23,77 m      |
| Hauteur      | 11,48m     | 11,48m      | 11,48m       |
| Poids        | 170 t      | 200 t       | 320 t        |
| Passagers    | 254        | 278         | 418          |
| Voitures     | 30         | 36          | 60           |
| Motorisation | 3 400 ch   | 3 400 ch    | 3 800 ch     |

### Performances
- Vitesse maxi : Mk.I : 65 nœuds - 120,36 km/h (eau calme, vent nul, à poids total en charge) ; Mk.II : 70 nœuds - 129,64 km/h
- Vitesses normales de fonctionnement : 40-60 nœuds
- Autonomie : 4 heures (à puissance maximale, 12 730 litres de carburant)
- Pente d'atterrissage : jusqu'à 1/11ème